# Museo Antoine-Vivenel
Il museo Antoine-Vivenel è uno dei musei comunali della città di Compiègne (Oise, Hauts-de-France). Questo museo di arte e archeologia è stato fondato nel 1839, a seguito di un'importante donazione di Antoine Vivenel, imprenditore-architetto e grande collezionista. È un museo della Francia ai sensi della legge del 5 gennaio 2002.

## Il museo
Il Museo di belle arti e archeologia di Compiègne nacque dalla generosità di un mecenate locale, Antoine Vivenel, imprenditore-architetto e grande collezionista, in particolare di opere d'arte dell'antichità classica e del Rinascimento, che fece fortuna a Parigi durante il regno di Luigi Filippo.
Dal 1839 donò la sua collezione alla sua città natale. Progettò di creare un grande museo di studi comprendente gallerie di opere d'arte, gessi dell'antichità, scienze, storia naturale e corsi gratuiti di disegno e musica, ma il progetto non riuscì per mancanza di mezzi e di spazio. Ospitato nel municipio, il museo si sviluppò in modo più modesto per un secolo.
Nel 1952 il museo si trasferì all'Hôtel de Songeons-Bicquilley lasciato in eredità alla città dal conte René Nobody de Songeons. Questo palazzo privato era stato costruito alla fine del XVIII secolo sulle rovine di un antico monastero domenicano fondato da San Luigi e raso al suolo durante la Rivoluzione. L'immobile è immerso in un parco di due ettari. I resti dell'antica abbazia, dall'architettura gotica, sono ancora lì: loggiato, portale, arcate del chiostro e statua di San Domenico. È inoltre possibile vedere il cancello monumentale e le due tombe neoclassiche del cimitero scomparso di Clamart, nonché la fontana dei cervi di Marguerite de Bayser-Gratry, o fare una passeggiata nel giardino dei profumi, che si estende sotto gli antichi bastioni medievali. Il parco Songeons ospita regolarmente mostre di sculture, concerti e altri eventi.
Le collezioni hanno continuato a crescere dal XIX secolo grazie ai depositi dello Stato e della Società storica di Compiègne, agli scavi del santuario gallico di Gournay-sur-Aronde, tra il 1975 e il 1984, e grazie a donazioni e lasciti di privati e alla politica di acquisizione del museo. La maggior parte delle collezioni sono di proprietà del comune di Compiègne, a parte i depositi della Società storica e quelli della sottodirezione di archeologia, che appartengono allo Stato o ai proprietari (pubblici o privati) dei terreni di scavo.
Dal 1998 la città di Compiègne mette a disposizione delle sue diverse istituzioni culturali uno spazio riservato alle mostre temporanee: l'antica chiesa di Saint-Pierre-des-Minimes, costruita XII secolo. Da allora, il museo Antoine-Vivenel organizza eventi legati alle sue collezioni e mostre d'arte contemporanea in collaborazione con l'associazione Art Present.

## Collezioni

### Antichità
Il museo possiede una delle più importanti collezioni di ceramiche greche in Francia dopo il Louvre, alcuni pezzi provenienti dalle collezioni di Lucien Bonaparte, fratello di Napoleone e principe di Canino, in Italia. Il museo beneficia anche dei depositi di blocchi scolpiti del tempio gallo-romano di Champlieu situato a una ventina di chilometri a sud-est della città. Si citano anche i mobili funerari egizi (tra cui la mummia di un bambino) e degli antichi etruschi.

Collection des Antiquités
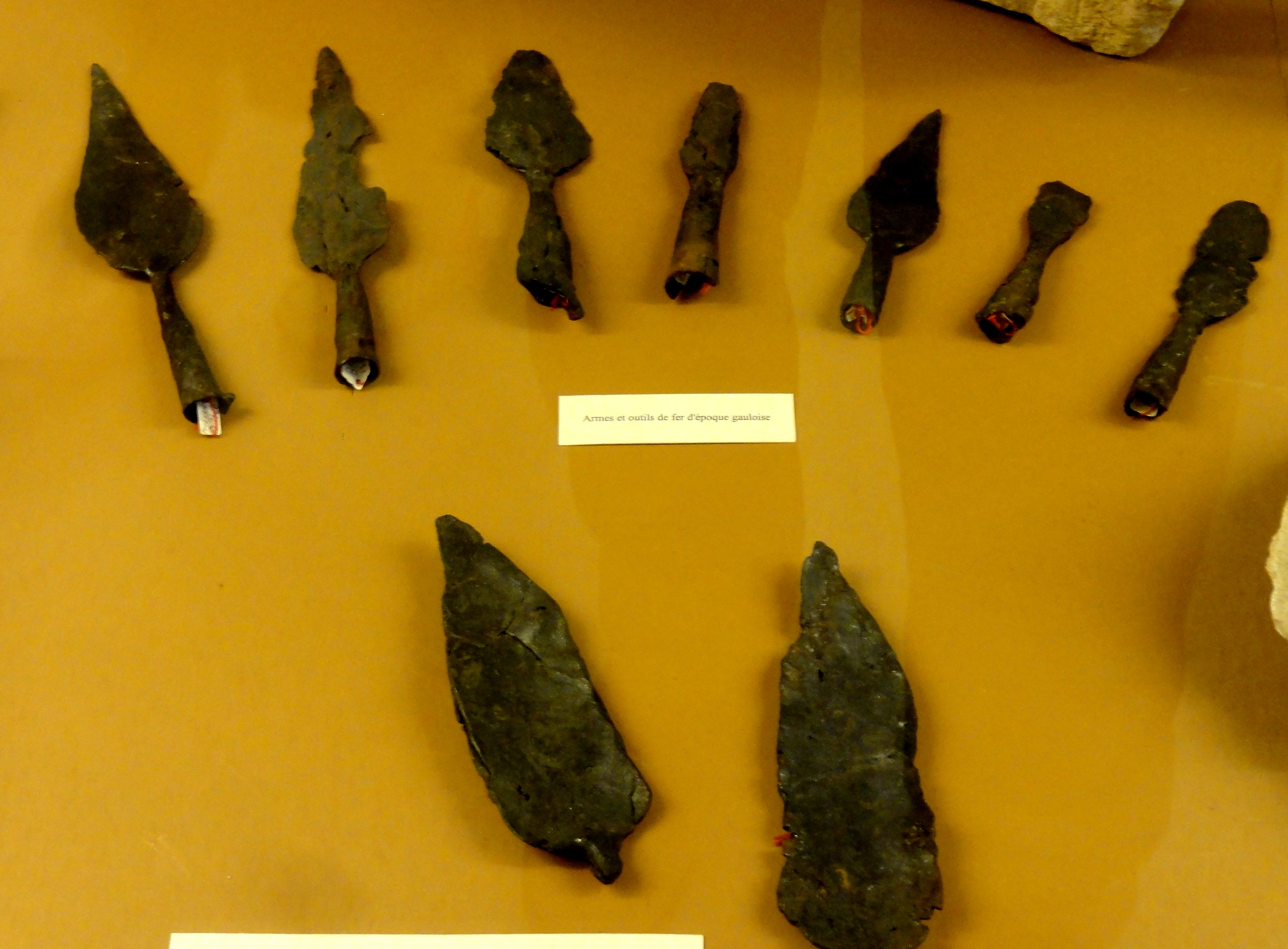
Armi e strumenti gallici in ferro trovati nelle rovine di Champlieu.
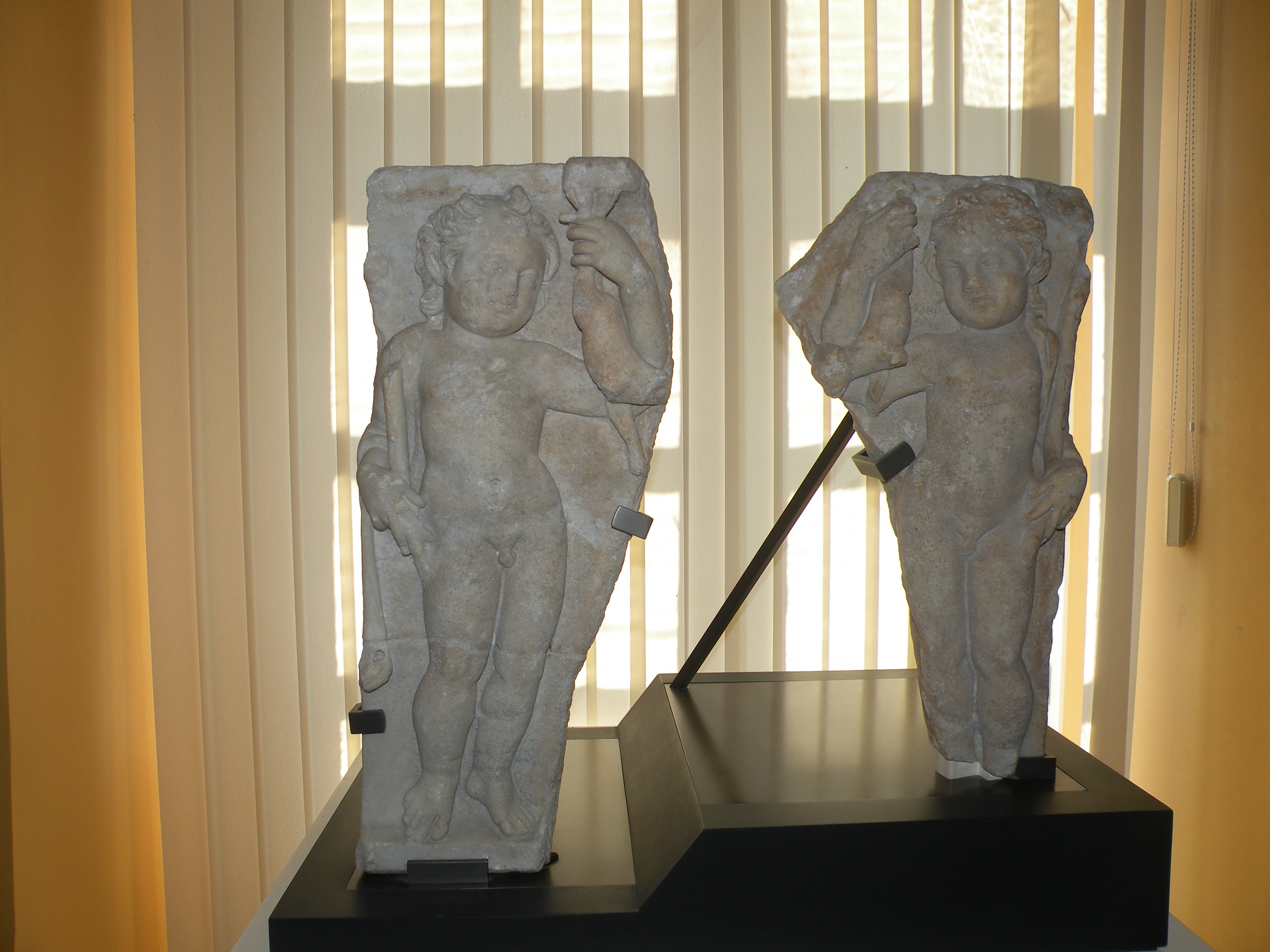
Frammenti di sarcofago di bambino, marmo italiano del III secolo.
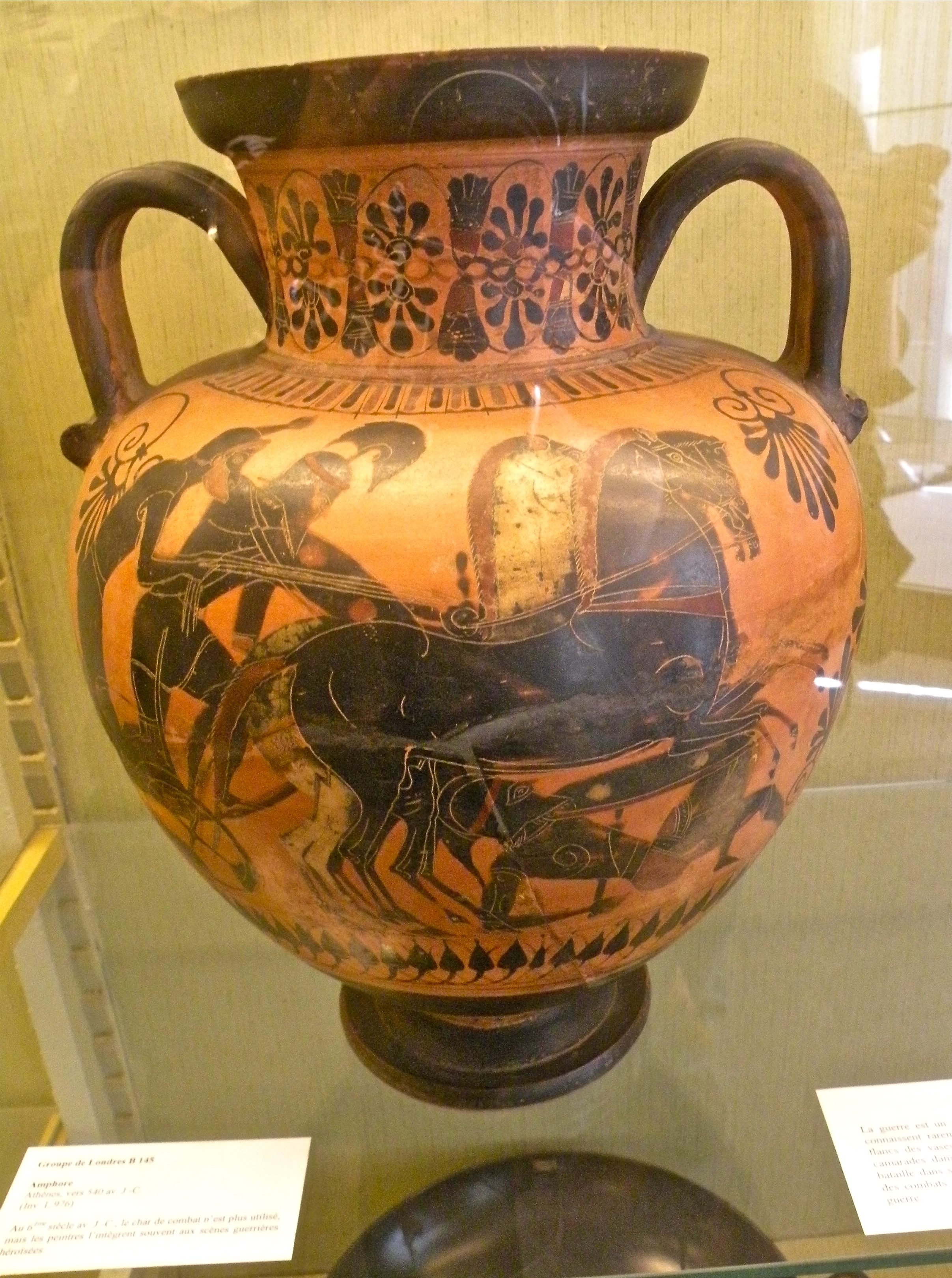
Anfora, Atene intorno al 540 a.C.
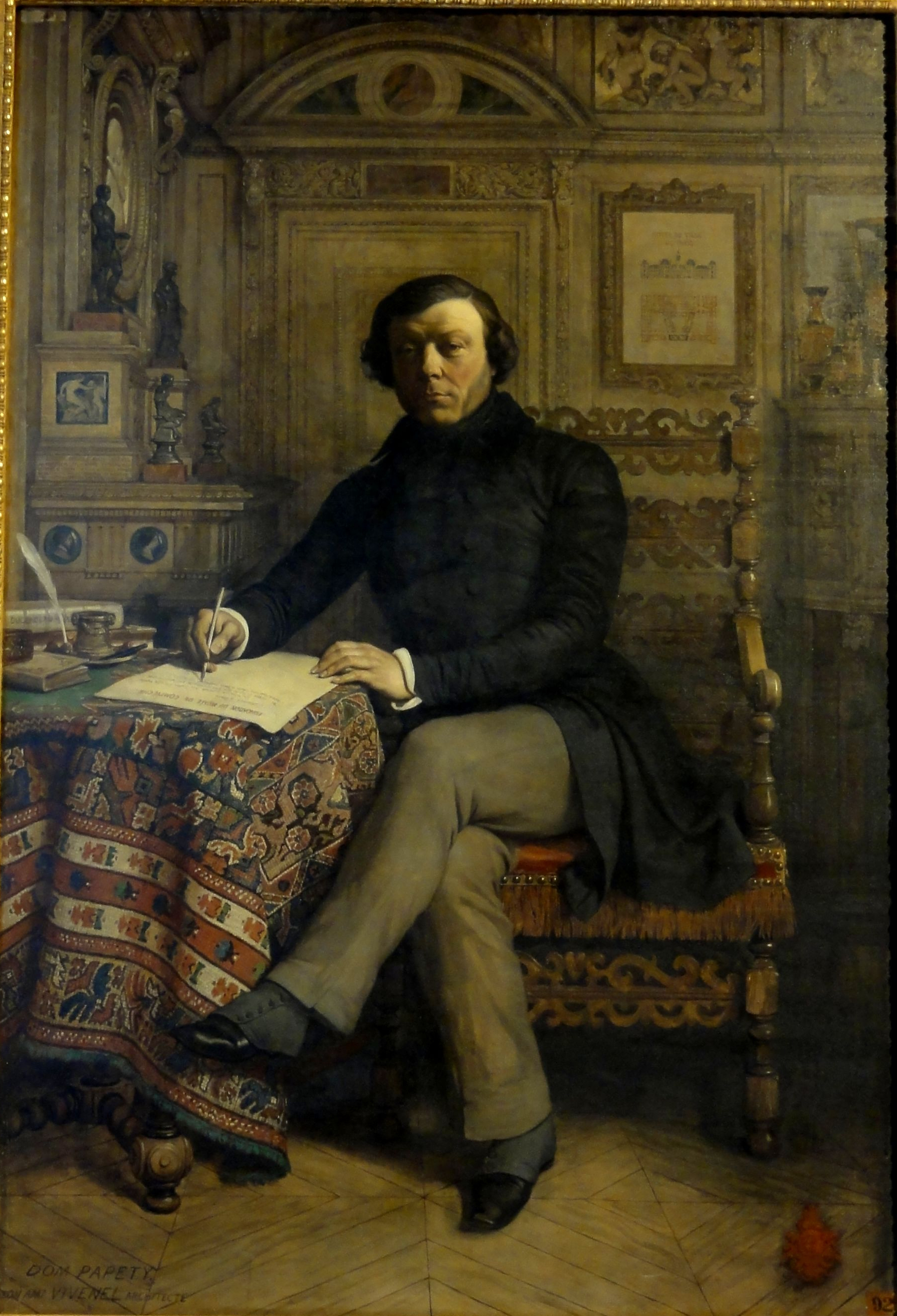
Dominique Papety, Ritratto di Antoine Vivenel (1843-1845 circa).

### Pitture
- Lavinia Fontana, La presentazione di Gesù al tempio
- Luca Giordano, La sacra famiglia e san Giovanni Battista (1660 ca.)
- Giovanni Battista Benaschi, San Francesco di Paola
- Jacques Stella, Il martirio di San Lorenzo
- Pedro Nunez De Villavicencio, Invito al gioco dell'argolla (1675 circa)
- Charles Le Brun, bozzetto per la Sala degli Specchi di Versailles (1678)
- Jean Bassange, (pittore attivo nel XVII secolo), Adorazione dei pastori
- Jean-Louis Demarne, Il mercante di ciliegie
- Marguerite Gérard, due presunti ritratti di Mademoiselle Chatard
- Langlois de Sézanne, (1757-circa 1845), Ritratto di Madame Morel, pastello
- Léon Matthieu Cochereau, (1793-1817), Ritratto di Monsieur Chatard, lascito nel 1925 dei M Léon Duvauchel
- Jean Julien Deltil, Autoritratto (1822)
- Alexandre-Gabriel Decamps, Le scimmie musiciste (1836)
- Thomas Couture, Ritratto di Henri Didier (1843)
- Dominique Papety, Ritratto di Antoine Vivenel (1843-1845 circa)
- Giuseppe Palizzi, Arieti (1857) e Pecora e pecora (1857)
- Auguste Paul Charles Anastasi, Un lavatoio vicino a Napoli (1868)
- Jean-Achille Benouville, La Villa Medici a Roma (1869)
- Madeleine Baillat, Ritratto di Edmond Daynes
- Edmond Daynes, Saint-Jean-aux-Bois
- Léon Le Goaesbe de Bellée, cinque paesaggi

### Sculture
- Molte sculture medievali e rinascimentali sono esposte nel chiostro di Saint-Corneille
- Eugène Delaplanche, (1836-1891), Allégorie de l'Air, bronzo
- Auguste Joseph Peiffer, (1832–1886), Arabe jouant de la mandoline e Arabe jouant du tambour

### Arti decorative
Diverse sale e vetrine presentano belle collezioni di arti decorative europee del XVI e XVII secolo. Sono così esposte molte maioliche, arenarie renane, opere della bottega di Bernard Palissy, alcuni smalti di Limoges, vetri veneziani e cristalli di Boemia oltre a sculture in alabastro, bronzo e avorio.
- Léonard Limosin, Briseide ed Ercole, dalla serie degli eroi da Eroidi di Publio Ovidio Nasone, smalti di Limoges.